# Black and Tans

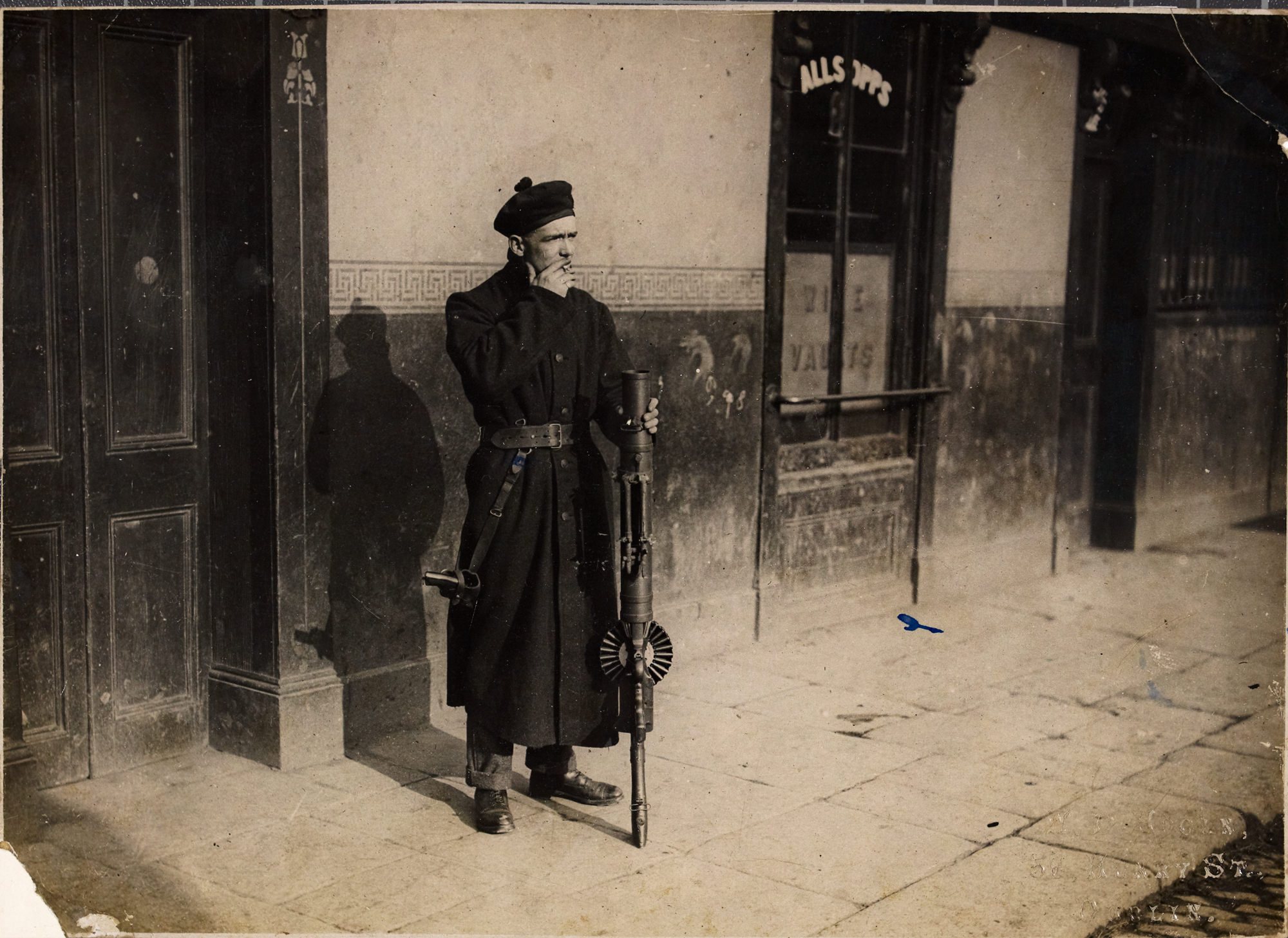
En rökande soldat i Black and Tan i Dublin med en Lewiskulspruta 1921

Black and Tans var en provisorisk paramilitär styrka som rekryterades i Storbritannien för att sättas in i Irland i striderna under irländska frihetskriget åren 1920-1921.

## Historia

### Bakgrund
Irland hade regelbundet skakats av olika uppror eller väpnade aktioner mot det brittiska styret, varvat med lugnare perioder över århundradena. Efter eskalerande motsättningar efter första världskrigets slut skedde flera väpnade aktioner från Irländska Republikanska Armén riktade mot den väpnade polisstyrkan Royal Irish Constabulary, RIC, från 1919. Striderna tilltog i intensitet och övergick i Irländska frihetskriget där IRA tog kontroll över delar av landet. Då RIC var trängda och den brittiska regeringen var tveksam till att sätta in den reguljära armén i striderna skapades på initiativ av Winston Churchill en paramilitär styrka som rekryterades främst bland protestantiska veteraner i England och Skottland som hemförlovats efter krigsslutet. Styrkan utrustades med khakiuniformer i kombination med RIC:s mörkgröna rockar vilket gav styrkan dess informella namn.

### Insatser under det irländska frihetskriget
Black and Tans började sättas in i strider och göra tillslag mot IRA 1920. I takt med tilltagande förbittring i striderna utmärkte sig Black and Tans med sin brutalitet som drabbade både väpnade motståndare och civilbefolkning. 21 november 1920 tog sig trupper ur Black and Tans in på Croke Park i Dublin under en pågående match i gaelisk fotboll och sköt flera åskådare och en spelare som hämnd för att IRA samma dag mördat 14 personer i Dublin som arbetade för brittiska underrättelsetjänsten och armén. Dagen kom att bli känd som Bloody Sunday (blodiga söndagen). Andra gånger hämnades styrkor ur Black and Tans egna förluster i strider genom att angripa och bränna mindre byar och gårdar. I december 1920 medverkade delar av Black and Tans i att sätta stora delar av centrala Cork i brand.
Black and Tans fick dåligt rykte även på hemmaplan i Storbritannien, och opinionen vändes mot de väpnade styrkorna i Irland. Black and Tans fick även skulden för övergrepp mot motståndare och civilbefolkning som begicks av Royal Irish Constabulary, reguljära armétrupper och den andra paramilitära styrkan Auxilliary division. Ledningen över Black and Tans stramades upp och disciplinen stärktes vilket gjorde att övergreppen minskade under 1921. Efter Anglo-irländska avtalet och bildandet av den Irländska fristaten 1922 upplöstes Black and Tans. Av 7000 rekryter hade hälften dödats eller sårats eller, framförallt, av andra skäl lämnat styrkan i förtid.